# 크세르크세스 2세
크세르크세스 2세(페르시아어: خشايارشا دوم, IPA:/ˈzəːksiːz/ - Xšayāršā, 크사야 아르샤 라틴어: Xerxes II,? - 기원전 424년, 재위 : 기원전 424년)는 페르시아 제국 아케메네스 왕조의 왕으로 선대의 왕 아르타크세르크세스 1세의 후계자이다. 그러나 즉위 후 불과 2개월 (또는 45일)만에 형제인 소그디아노스에 의해 암살당했다. 소그디아노스는 아르타크세르크세스 1세의 다른 아들로, 그 역시 형제인 다리우스 2세에 의해 죽고, 다음 왕위는 다리우스가 올랐다.
크세르크세스 2세는 정체가 모호한 역사적 인물이며, 주로 크테시아스의 저서를 통해 알려진 것이 전부이다. 전하는 바에 의하면 아르타크세르크세스 1세와 다마스피아 왕비 사이에서 태어난 유일한 적자였던 것으로 알려져 있으며, 황태자로서 있었던 것으로 전해진다.